# Trofeo Melinda 1997
Il Trofeo Melinda 1997, sesta edizione della corsa, si svolse il 30 agosto 1997 su un percorso di 196,8 km, con partenza da Malé e arrivo a Fondo. La vittoria fu appannaggio dell'italiano Michele Bartoli, che completò il percorso in 4h55'49", alla media di 39,917 km/h, precedendo i connazionali Wladimir Belli e Stefano Checchin.

## Ordine d'arrivo (Top 10)
| Pos. | Corridore            | Squadra                       | Tempo    |
| ---- | -------------------- | ----------------------------- | -------- |
| 1    | Michele Bartoli      | MG Maglificio-Technogym       | 4h55'49" |
| 2    | Wladimir Belli       | Brescialat-Oyster             | s.t.     |
| 3    | Stefano Checchin     | Mercatone Uno                 | s.t.     |
| 4    | Gabriele Missaglia   | Mapei-GB                      | s.t.     |
| 5    | Francesco Casagrande | Saeco-Estro                   | s.t.     |
| 6    | Maurizio Fondriest   | Cofidis                       | s.t.     |
| 7    | Marco Vergnani       | Amore & Vita-Forzarcore       | s.t.     |
| 8    | Aleksandr Šefer      | Asics-CGA                     | s.t.     |
| 9    | Mauro Bettin         | Refin-Mobilvetta              | s.t.     |
| 10   | Roberto Caruso       | Ros Mary-Minotti Italia-Ideal | s.t.     |